# 聖安東尼奧馬薩瓦特
聖安東尼奧馬薩瓦特（西班牙語：San Antonio Masahuat），是薩爾瓦多的城鎮，位於該國南部，由拉巴斯省負責管轄，面積28.83平方公里，海拔高度268米，2007年人口4,258，人口密度每平方公里147.69人。
13°34′N 89°2′W / 13.567°N 89.033°W